# Steve Heighway
Stephen Derek "Steve" Heighway (ur. 25 listopada 1947 w Dublinie), były irlandzki piłkarz, występujący na pozycji pomocnika, reprezentant kraju, jeden z czołowych piłkarzy Liverpoolu w latach siedemdziesiątych.

## Kariera klubowa
Steve zanim rozpoczął profesjonalną karierę ukończył studia na Uniwersytecie Ekonomicznym. Jego nietuzinkowe umiejętności jako pierwszy zauważył syn legendarnego Boba Paisleya, kiedy ten występował w Skelmersdale United. Po rekomendacji swojego asystenta Bill Shankly szybko zdecydował się na zatrudnienie młodego Irlandczyka. Heighway ze względu na swoją akademicką przeszłość nazywany był "wielkim mózgiem".
W nowej ekipie zadebiutował w meczu Pucharu Ligi z Mansfield.
W czasie swego jedenastoletniego pobytu w Liverpoolu pięciokrotnie został mistrzem Anglii w latach 1973, 1976, 1977, 1979 oraz 1980, dwukrotnie sięgał po Puchar Europy w latach 1977, 1978 i 1981 (w dwóch pierwszych meczach finałowych przeciwko Borussii Monchengladbach i Club Brugge strzelił bramki), dwukrotnie wygrał Puchar UEFA w latach 1973 i 1976.
W 1981 zdecydował się na wyjazd do USA, gdzie reprezentował barwy ekip Minnesota Kicks oraz Philadelphia Fever.

## Kariera reprezentacyjna
W drużynie narodowej Heighway debiutował 23 września 1970 w spotkaniu przeciwko reprezentacji Polski, w której w tym spotkaniu debiutował inny znany piłkarz Jerzy Gorgoń. Swój ostatni mecz rozegrał przeciwko Holandii 9 września 1981. W 34 spotkaniach w kadrze nie udało mu się zdobyć ani jednej bramki.